# Peter Zachrisson
Peter Zachrisson (né le 12 mars 1982) en Suède est un ancien pilote de rallye suédois.

## Biographie
Peter Zachrisson est un pilote de rallye suédois.
- Il commence le rallye en 2004 en rallye régional où il fait 3 rallyes.
- En 2005, il fait trois rallyes en Championnat du monde des rallyes junior sur une Suzuki Ignis S1600 (hu).
- En 2006, il fait qu'un rallye en Championnat du monde des rallyes junior en Suède chez lui mais il termine à la 34e place.
- Peter Zachrisson fait actuellement des rallyes régionaux chaque année.